# Le Fleuve (film, 1951)
Pour les articles homonymes, voir Le Fleuve et The River.
Pour plus de détails, voir Fiche technique et Distribution.
Le Fleuve (The River) est un film américain réalisé par Jean Renoir, sorti en 1951, adaptation du roman semi-autobiographique de Rumer Godden.

## Synopsis
Dans la région de Calcutta, au Bengale, une famille d’expatriés britanniques vit sur les bords du Gange, où le père dirige une presse à jute. Sa fille aînée, Harriet, adolescente romantique, partage ses loisirs avec Valérie, la fille unique d’un riche propriétaire. Toutes deux sont amies avec leur voisine Mélanie, née de père anglais et de mère indienne. Un jour d’automne arrive le capitaine John. Les trois jeunes filles ne tardent pas à tomber amoureuses de cet étranger…

## Fiche technique
- Titre : Le Fleuve
- Titre original : The River
- Réalisation : Jean Renoir, assistant : Satyajit Ray[1]
- Scénario : Jean Renoir d'après The River, roman de Rumer Godden
- Production : Kenneth McEldowney
- Assistant de production : Subrata Mitra (non crédité)
- Photographie : Claude Renoir
- Montage : George Gale
- Décors : Eugène Lourié et Bansi Chandragupta
- Pays de production : États-Unis
- Langue : anglais
- Tournage : de décembre 1949 à avril 1950
- Format : Couleurs - 1,37:1 - Mono - 35 mm
- Genre : Comédie dramatique
- Durée : 99 minutes
- Dates de sortie : 
  - États-Unis : 19 septembre 1951
  - France :  19 décembre 1951

## Distribution

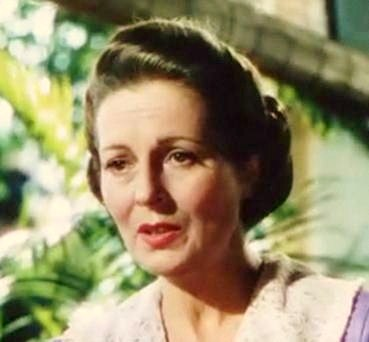
Nora Swinburne dans Le Fleuve.

- Thomas E. Breen : le capitaine John
- Patricia Walters : Harriet
- Adrienne Corri : Valérie
- Radha Shri Ram (en) (Radha Burnier) : Mélanie
- Arthur Shields : Monsieur John, le père de Mélanie
- Esmond Knight : le père d'Harriet
- Nora Swinburne : la mère d'Harriet
- Suprova Mukerjee : Nan, la nourrice
- Richard Foster : Bogey, jeune frère d'Harriet
- Cecilia Wood : Victoria, jeune sœur d'Harriet
- Penelope Wilkinson : Elisabeth, jeune sœur d'Harriet
- Jane Harris : Muffie, jeune sœur d'Harriet
- Jennifer Harris : Mouse, jeune sœur d'Harriet
- Nimai Barik : Kanu, le copain de Bogey
- Trilak Jetley : Anil, le prétendant de Mélanie
- Ram Singh : Shajin
- June Hillman : la narratrice (Harriet adulte)

## Éditions
Le film sort en VHS chez Cfv en 1999 dans la série Les Films de ma vie (avec sous-titres français) puis en 2006 en DVD aux éditions Opening. En 2012, sortie en DVD et Blu-ray par les éditions Carlotta en version restaurée haute définition agrémentée de bonus, interview de Martin Scorsese, documentaire Autour du Fleuve et d'une partie BD-ROM. Le film n'a jamais été doublé en français.

## Récompenses et distinctions
- Prix international à la Mostra de Venise en 1951.

## Autour du film
- Le Fleuve est le premier film tourné en couleur par Renoir. Il a utilisé principalement des acteurs non professionnels et, pour le rôle de capitaine John, il a choisi, dans un souci de vérité, un homme qui était réellement unijambiste[2].
- À Calcutta (le film est tourné à une vingtaine de kilomètres de la ville), Jean Renoir travaille avec l'auteure du roman, Rumer Godden, à l'adaptation du scénario, lequel s'écarte notablement de l’œuvre initiale.
- Le tournage se heurte à de nombreux problèmes techniques et dépasse les délais prévus, puisqu'il a duré quatre mois, mais le film est un grand succès à sa sortie[3].